# زرادخانه تو
زرادخانهٔ تو (به انگلیسی: Your Arsenal) سومین آلبوم خوانندهٔ انگلیسی موریسی است، که از طریق اچ‌ام‌وی رکوردز منتشر شد. این آلبوم به جایگاه ۴ جدول موسیقی آلبوم‌های بریتانیا دست یافت و همچنین مجله کیو آن را یکی از پنجاه آلبوم برتر سال ۱۹۹۲ دانست.

## فهرست ترانه‌ها
متن همهٔ ترانه‌ها توسط موریسی نوشته و موسیقی همهٔ آنها توسط آلن وایت ساخته شده‌است.
| شماره      | نام                                     | آهنگساز      | عنوان اصلی                                    | مدت   |
| ---------- | --------------------------------------- | ------------ | --------------------------------------------- | ----- |
| ۱.         | «آدم‌ها به یه پشتیبان نیاز پیدا می‌کنن»   | مارک ای نوین | You're Gonna Need Someone on Your Side        | ۰۳:۳۸ |
| ۲.         | «چسب پرزرق‌وبرق»                         |              | Glamorous Glue                                | ۰۴:۰۱ |
| ۳.         | «براتون تعریف می‌کنیم»                   |              | We'll Let You Know                            | ۰۵:۱۷ |
| ۴.         | «دیسکوی جبههٔ ملی»                       |              | The National Front Disco                      | ۰۴:۲۳ |
| ۵.         | «بعضی آدم‌هایی که می‌شناسم»               |              | Certain People I Know                         | ۰۳:۱۱ |
| ۶.         | «ما بدمون میاد وقتی دوستامون موفق میشن» |              | We Hate It When Our Friends Become Successful | ۰۲:۲۹ |
| ۷.         | «تو برای منی، چاقالو»                   |              | You're the One for Me, Fatty                  | ۰۲:۵۸ |
| ۸.         | «دریازده، امّا همچنان لنگرانداخته»       |              | Seasick, Yet Still Docked                     | ۰۵:۰۷ |
| ۹.         | «مطمئنم یه روزی اتفاق میفته»            | نوین         | I Know It's Gonna Happen Someday              | ۰۴:۲۰ |
| ۱۰.        | «فردا»                                  |              | Tomorrow                                      | ۰۴:۰۵ |
| مجموع مدت: | مجموع مدت:                              | مجموع مدت:   | مجموع مدت:                                    | ۳۹:۴۵ |